# سلام المنياوى
سلام المنياوى أحد الأمة (ولد في مصر). وهو رئيس المجلس الإسلامي في مونتريال، والناطق باسم لجنة التنسيق بين المسلمين من اجل العدالة، والناطق باسم المركز الإسلامي في كويبيك، والناطق باسم لجنة التنسيق بين المسلمين من اجل العدالة.

## عمله
في سنة 1980، كان صاحب شركة صغيرة متخصصه في بيع المعدات الإلكترونية أنظمة الإنذار. وقد اتهمته شرطة الخيالة الكندية الملكية بتصدير المعدات الإلكترونية بصورة غير مشروعة (المقلوبات والمكثفات المستخدمة لتخصيب اليورانيوم) إلى باكستان.

## ردود الفعل
لقد اعرب عن سروره ان مجموعة من 120 من قادة المسلمين في كندا اصدروا بيانا يدين التطرف الديني، بعد فترة وجيزة من تفجيرات لندن 7 يوليو 2005. وقال انه يؤيد إنشاء المحاكم الإسلامية في كندا رابطة المراه الايرانيه في مونتريال ضد المحاكم الإسلامية في كندا واعرب عن استعداده للقتال إذا كندا، مثل فرنسا، صدر قانون يحظر ارتداء الحجاب.

## مقتبسات
- "هناك دائما تداعيات الذهاب ضد الطائفة المسلمة. ومن الرعب كلما سمعوا مسلم متهم حتى قاصر الجريمة، لأن المسلمين هم وأفرد أكثر من غيرها من المجتمعات. يجب أن يكون كاملا عند المسلمين، ليكون مقبولا في المجتمع.
- "هناك الكثير من المعلومات المضلله على شبكة الإنترنت.[...] والتأثيرات السيئة، بطبيعة الحال لا اعتقد ان هناك ائمة غير المسئولة في مونتريال. وقد تحدثت إلى الجميع وانا اعرف شخصيا واتحدى أي شخص ان يعطيني اسم أحد الاءمه من يحرض الناس على العنف.
- «ومن الضرورى بالنسبة لنا ان يدرك الجميع ان جرائم الكراهية هي الجرائم البشعه».

## مقالات ذات صلة
- معاداة الإسلام
- إسلام سياسي